# Pallanuoto Sport Management
 (mai 2018).
La Pallanuoto Sport Management (nom commercial BPM Sport Management) est un club de water-polo, fondé en 1987 et basé depuis 2015-2016 à Busto Arsizio, après avoir été basé à Vérone puis à Monza.
Il évolue en Serie A1, la première division italienne, depuis 2014-2015.
En 2013, le Sport Management est promu en Serie A2. En 2013-2014, il obtient une ultérieure promotion en A1. Depuis la saison 2014-2015, il termine 3e deux saisons de suite, 4e en 2016-2017 et à nouveau 3e en 2017-2018, saison pendant laquelle il est également finaliste de la Coupe LEN.